# Latvijas kauss 1992-1993
La Latvijas kauss 1992-1993 fu la 52ª edizione del torneo. Fu vinta dal RAF Jelgava per la prima volta nella sua storia.

## Formula
Fu il primo torneo giocato su due anni solari dall'edizione 1938-1939.
Il torneo prevedeva sei turni eliminazione diretta: i primi due e la finale prevedevano gare di sola andata, gli altri partite di andata e ritorno; le squadre del più alto livello della piramide calcistica lettone entravano in gioco nei turni successivi.

### Struttura del torneo
| Turno            | Squadre che entrano in gioco                | Squadre qualificate                   |
| ---------------- | ------------------------------------------- | ------------------------------------- |
| Primo            | Quattro squadre della 2. Līga del 1992      | -                                     |
| Secondo          | Quattordici squadre della 1. Līga 1992      | Due del turno precedente              |
| Ottavi di finale | Prime otto classificate della Virslīga 1992 | Otto qualificate del turno precedente |
| Fase finale      | .                                           | Otto qualificate del turno precedente |

## Partite

### Primo turno
| Squadra 1  | Risultato | Squadra 2      |
| ---------- | --------- | -------------- |
| Lodi Cēsis | 2 - 1     | FK-90 Riga     |
| Gemma      | 2 - 1     | Sadarbiba Ogre |

### Secondo turno
| Squadra 1          | Risultato | Squadra 2       |
| ------------------ | --------- | --------------- |
| Zenta Rīga         | 2 - 0     | Vairogs Rēzekne |
| Latgale Daugavpils | 1 - 0     | RAF Jelgava-2   |
| Kvadrats           | 1 - 0     | Valmiera        |
| Lodi Cēsis         | 4 - 2     | Venta           |
| SM-ĒCK Rīga        | 1 - 0     | Gemma           |
| Starts             | 1 - 0     | Decemvīri Rīga  |
| Faless Jēkabpils   | 3 - 1     | Cerība Preiļi   |
| Skonto-2           | 4 - 2     | Dilar           |

### Ottavi di finale
| Squadra 1        | Totale | Squadra 2          | Andata | Ritorno |
| ---------------- | ------ | ------------------ | ------ | ------- |
| Kompar-Daugava   | 3 - 2  | Zenta Rīga         | 2 - 1  | 1 - 1   |
| Torpedo Riga     | 5 - 3  | Latgale Daugavpils | 2 - 1  | 3 - 2   |
| Pārdaugava       | 13 - 0 | Kvadrats           | 6 - 0  | 7 - 0   |
| VEF Riga         | 12 - 2 | Lodi Cēsis         | 5 - 1  | 7 - 1   |
| Olimpija Liepāja | 9 - 0  | SM-ĒCK Rīga        | 6 - 0  | 3 - 0   |
| RAF Jelgava      | 15 - 0 | Starts             | 8 - 0  | 7 - 0   |
| Faless Jēkabpils | 4 - 3  | BJSS Daugavpils    | 0 - 3  | 4 - 0   |
| Skonto-2         | 1 - 5  | Skonto             | 0 - 2  | 1 - 3   |

### Quarti di finale
Gare disputate nel 1993.
| Squadra 1        | Totale | Squadra 2        | Andata | Ritorno |
| ---------------- | ------ | ---------------- | ------ | ------- |
| Olimpija Rīga    | 2 - 0  | Vidus Riga       | 1 - 0  | 1 - 0   |
| Pārdaugava       | 2 - 0  | VEF-Zenta        | 2 - 0  | 0 - 0   |
| Olimpija Liepāja | 1 - 4  | RAF Jelgava      | 0 - 1  | 1 - 3   |
| Skonto           | 8 - 0  | Faless Jēkabpils | 2 - 0  | 6 - 0   |

### Semifinali
Disputarono le semifinali le seguenti squadre:
| Squadra 1     | Totale      | Squadra 2  | Andata | Ritorno |
| ------------- | ----------- | ---------- | ------ | ------- |
| Olimpija Rīga | 2 - 2 (gfc) | Pārdaugava | 2 - 1  | 0 - 1   |
| RAF Jelgava   | 2 - 1       | Skonto     | 2 - 0  | 1 - 0   |

### Finale
| Arbitro: | Romāns Lajuks (Riga) |

|  |           |            |
|  | Marcatori | 72’ Kozlov |